# Джекі Скотт
Джекі Скотт (англ. Jackie Scott, 22 грудня 1933, Белфаст — червень 1978, Манчестер) — північноірландський футболіст, що грав на позиції півзахисника, зокрема за «Грімсбі Таун», а також національну збірну Північної Ірландії.

## Клубна кар'єра
Починав футбольні виступи 1952 року у структурі «Манчестер Юнайтед». За чотири сезони, проведені у манчестерському клубі, до лав його основної команди залучався лише епізодично, провівши лише три гри в рамках першості Англії.
1956 року перейшов до друголігового «Грімсбі Таун», відіграв за команду з Кліфорпса наступні сім сезонів своєї ігрової кар'єри. Більшість часу, проведеного у складі «Грімсбі Тауна», був основним гравцем команди, яка протягом цього періоду опускалася до третього дивізіону англійського футболу.
Згодом протягом 1963—1964 років захищав кольори клубу четвертого англійського дивізіону «Йорк Сіті», а завершував ігрову кар'єру у команді «Маргейт», за яку виступав протягом 1964—1966 років у п'ятому за силою дивізіоні.

## Виступи за збірну
Не маючи досвіду виступів за національну збірної Північної Ірландії, 1958 року був включений до її заявки на тогорічний чемпіонат світу у Швеції. На мундіалі взяв участь у двох матчах, включаючи чвертьфінальну гру проти збірної Франції, після поразки в якій північноірландці завершили боротьбу на турнірі. У подальшому до лав національної команди не залучався. 
Помер у червні 1978 року на 45-му році життя у Манчестері.

## Титули і досягнення
- Чемпіон Англії (1):

«Манчестер Юнайтед»: 1955-1956
- Володар Суперкубка Англії з футболу (1):

«Манчестер Юнайтед»: 1952